# Sotobañado y Priorato (kommunhuvudort)
Sotobañado y Priorato är en kommunhuvudort i Spanien.   Den ligger i provinsen Provincia de Palencia och regionen Kastilien och Leon, i den norra delen av landet, 250 km norr om huvudstaden Madrid. Sotobañado y Priorato ligger 896 meter över havet och antalet invånare är 175.
Terrängen runt Sotobañado y Priorato är platt. Runt Sotobañado y Priorato är det glesbefolkat, med 9 invånare per kvadratkilometer. Närmaste större samhälle är Herrera de Pisuerga, 9,1 km öster om Sotobañado y Priorato. Trakten runt Sotobañado y Priorato består till största delen av jordbruksmark.